# Zapuyo
Zapuyo är en ort i Mexiko.   Den ligger i kommunen Xilitla och delstaten San Luis Potosí, i den sydöstra delen av landet, 210 km norr om huvudstaden Mexico City. Zapuyo ligger 495 meter över havet och antalet invånare är 1 267.
Terrängen runt Zapuyo är lite bergig. Runt Zapuyo är det tätbefolkat, med 427 invånare per kvadratkilometer. Närmaste större samhälle är Tamazunchale, 17,2 km sydost om Zapuyo. I omgivningarna runt Zapuyo växer huvudsakligen savannskog.